# Königsbrück-Ruhlander Heiden

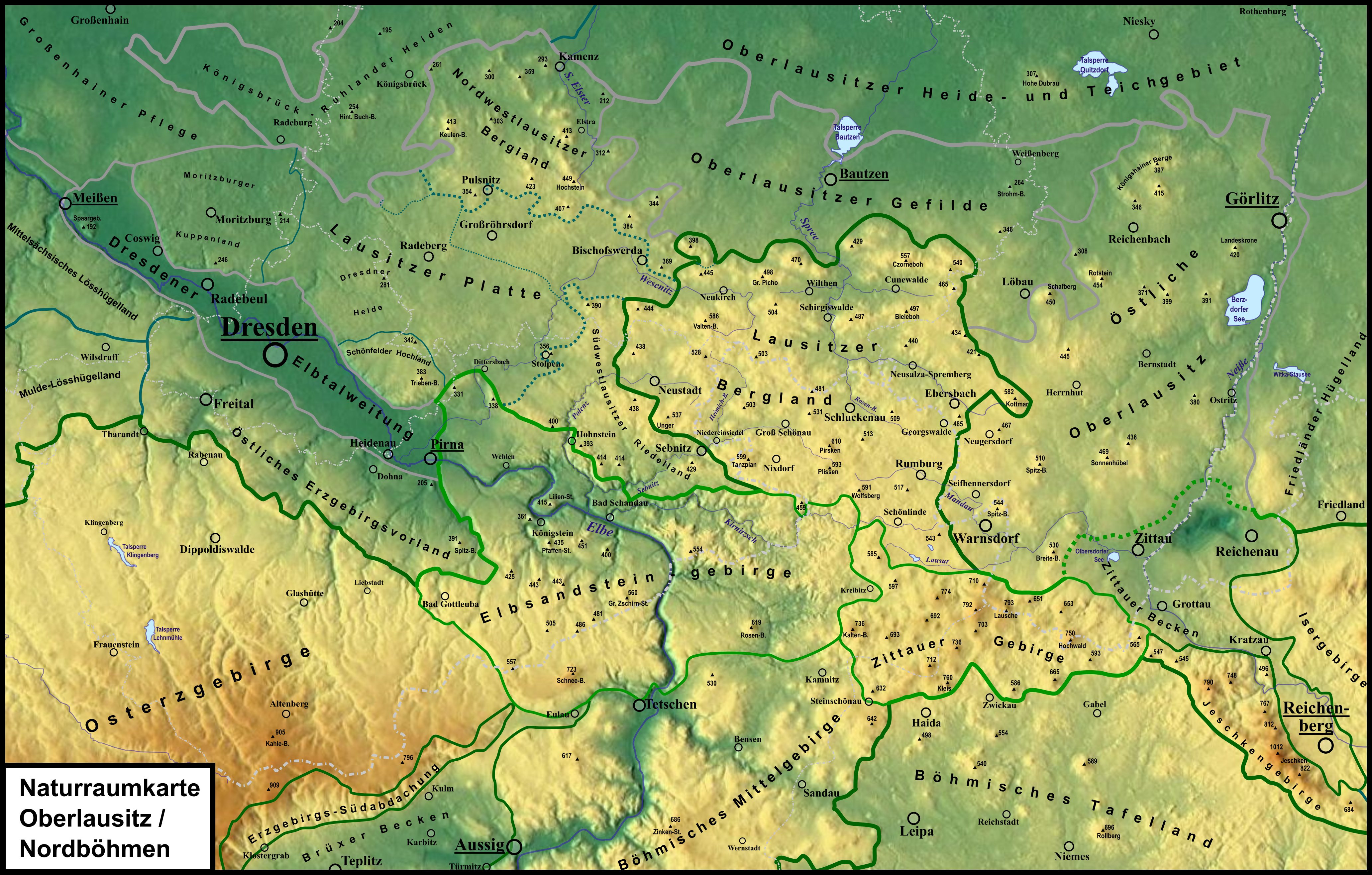
Naturraumkarte mit den Königsbrück-Ruhlander Heiden

Die Königsbrück-Ruhlander Heiden sind ein Naturraum in Sachsen und in Brandenburg. Dieser befindet sich im Umfeld der beiden namensgebenden Städte Königsbrück und Ruhland, die, obwohl in zwei verschiedenen Bundesländern gelegen, historisch zur Oberlausitz zählen und Grenzorte derselben darstellen. Im Westen schließt sich die Großenhainer Pflege an, im Osten das Oberlausitzer Heide- und Teichgebiet. Der Süden ist mit dem Westlausitzer Hügel- und Bergland verzahnt. Der Naturraum der Königsbrück-Ruhlander Heiden kann in drei Geochor unterteilt werden: die Rödernsche und Laußnitzer Heiden, das Königsbrücker Heideland und das Dubringer Moor mit dem Luppaer Moränenland.
Die Königsbrücker Heide und die Ruhlander Heide bestehen aus sandig-kiesigen Sedimenten. Teilweise sind Treibsanddecken und Dünen vorzufinden. Nur an wenigen Stellen ragt das Grundgebirge aus Granodiorit und Grauwacke durch. Der sandige Boden kann Niederschlagswasser nicht lange halten, auch fließende und stehende Gewässer sind unterdurchschnittlich anzutreffen. Deshalb hat dieser Naturraum trotz durchschnittlicher Niederschläge zwischen 600 und 700 mm einen sehr trockenen Charakter und eine besonders hohe Waldbrandgefahr.
Da die Böden zusätzlich zur Trockenheit weitgehend auch ausgesprochen nährstoffarm sind, waren die meisten Bauern dieser Region in historischer Zeit relativ arm im Vergleich zu denen im Westlausitzer Hügelland. Außerdem setzten sich aufgrund dieser Tatsache schon relativ früh Großbauern durch.
Die potentielle natürliche Vegetation ist der Birken- und Kiefern-Eichenwald. Dieser ist aktuell (2006) allerdings kaum anzutreffen, da monokulturelle Kiefernforsten angelegt wurden und jetzt dominieren. Für die langfristige Zukunft ist geplant, den Laubholzanteil etwas zu erhöhen.